# Marina maritima
Marina maritima är en ärtväxtart som först beskrevs av Townshend Stith Brandegee, och fick sitt nu gällande namn av Rupert Charles Barneby. Marina maritima ingår i släktet Marina och familjen ärtväxter. Inga underarter finns listade i Catalogue of Life.